# K's Bar
『K's Bar』（ケーズバー）は、2004年の新潟競馬場の開催期間中（春季及び夏季）に新潟放送で毎週金曜日24:35 - 24:55に放送されていた競馬バラエティ番組。2002年には『競馬倶楽部』、2003年には『うま倶楽部』というタイトルで放送され、BSN金曜深夜競馬番組の第3弾となった。

## 出演者
- 近藤丈靖（新潟放送アナウンサー）
- 枦山南美（新潟放送アナウンサー）
- 長澤雅（モデル）
- 阿部幸太郎（評論家）
- いくのひろし（歯科医師）
- 原良馬（評論家）
- 片野昌一（勝馬TM）
- 清水成駿（作家・1馬）

## コーナー
あなたにミリオネーア
BSNアナウンサーが視聴者の願いを叶えるべく番組予算5000円で馬券勝負。多くのアナウンサーたちがチャレンジするも、そのほとんどが馬券を外す。
シャレード・今夜の謎解き
放送翌日の土曜日の重賞を予想することが多かった。
Jからの伝言
JRAからのインフォメーション枠。